# Ptychophis flavovirgatus
Ptychophis flavovirgatus är en ormart som beskrevs av Gomes 1915. Ptychophis flavovirgatus är ensam i släktet Ptychophis som ingår i familjen snokar. Arten tillhör underfamiljen Dipsadinae som ibland listas som familj.
Inga underarter finns listade i Catalogue of Life.
Arten är med en längd upp till 75 cm (ofta omkring 45 cm) en liten orm. Den förekommer i Brasilien i delstaterna Rio Grande do Sul, Santa Catarina, Paraná, Minas Gerais och Rio de Janeiro. Habitatet utgörs av galleriskogar och av andra skogar intill vattendrag. Individerna simmar ofta. Ett exemplar i fångenskap matades framgångsrik med fiskar. Honor lägger inga ägg utan föder 5 till 11 ungar per tillfälle. Gifttänderna ligger längre bak i käken. Det giftiga bettet kan såra människor allvarlig.

I begränsade regioner kan skogsavverkningar föreställa ett hot. I utbredningsområdet inrättades flera skyddszoner. IUCN listar arten som livskraftig (LC).